# David Thorne
David Thorne, né le 23 février 1972 à Geraldton (Australie-Occidentale), est un humoriste, satiriste, designer graphique, personnalité du web et écrivain australien. Il s'est fait connaître du grand public à la fin de l'année 2008 pour un échange d'e-mails avec sa banquière dans lequel il essayait de payer son découvert avec le dessin d'une araignée à 7 pattes. Cet échange amena rapidement un grand nombre de personnes sur son site 27b/6, sur lequel figure un certain nombre d'échanges d'e-mails ainsi que des articles sur sa vie personnelle. Ceux-ci, ainsi que des extras, figurent dans le livre qu'il a publié en 2009, The Internet Is A Playground.

## Biographie
Thorne, qui vit actuellement[Quand ?] aux États-Unis, se présente comme un grand fan de satiristes du web tels que Ross Amorelli, Mil Millington et George Ouzounian (mieux connu sous le nom de Maddox), déclarant qu'ils ont tous été une « source constante d'amusement au cours des dernières années ». L'humour de Thorne est principalement autobiographique, concernant le plus souvent sa famille (et en particulier son fils) ou ses collègues de travail.
En 2008, Thorne publie son échange par mail avec un service client qui lui réclame le paiement d’une facture. Clamant d’abord qu’il ne peut pas payer cette facture, il envoie le dessin d’une araignée (qu’il a fait lui-même) qu’il estime au montant de la facture et qui devrait faire office de paiement. S’ensuit une discussion de plusieurs messages sur le nombre de pattes de l’araignée jusqu’à ce que Thorne mette fin à la discussion. Le dessin finira par être mis aux enchères à 10 000 dollars sur le site ebay.com. En 2009, Thorne écrit un ouvrage intitulé The Internet is a Playground où il expose les messages de sa discussion célèbre. L’Australien s’est vu affublé du surnom de « king of trolls » (roi des trolls).

## Sources
1. ↑  ninemsn staff, « Man tries to pay bill with spider drawing », sur News.ninemsn.com.au, 23 juin 2010.
2. ↑  David Thorne, « I'll spend the money on drugs instead », sur 27bslash6.com, 23 juin 2010
3. ↑  David Thorne, « Go Away », sur 27bslash6.com, 23 juin 2010 ; le nom du site est une référence à une citation du film Brazil, voir les citations de Harry tuttle
4. ↑  (en) Thorne D., The internet is a playground, Tarcher/Penguin, 2011, 368 p. (ISBN 978-1-58542-881-6, lire en ligne).